# Петру Чобану
Петру Чобану (рум. Petru Ciobanu; 16 липня 1993, Кишинів) — молдовський професійний боксер, призер чемпіонату Європи серед аматорів.

## Аматорська кар'єра
На чемпіонаті Європи 2013 завоював бронзову медаль.
- В 1/16 фіналу переміг Ніколайса Грішунінса (Латвія) — 2-1
- В 1/8 фіналу переміг Владимира Милевського (Литва) — 3-0
- У чвертьфіналі переміг Сімоне Фіорі (Італія) — 2-1
- У півфіналі програв Петеру Мюлленбергу (Нідерланди) — 0-3

На чемпіонаті світу 2013 в першому поєдинку програв Суміту Сангвану (Індія).
На Європейських іграх 2015 програв у першому бою Ігорю Тезієву (Німеччина).

## Професіональна кар'єра
2015 року провів два поєдинка на профірингу, здобувши перемогу і поразку.